# Gustav Schubert
Gustav Schubert (11 de novembro de 1916 - 16 de janeiro de 1945) foi um piloto alemão da Luftwaffe durante a Segunda Guerra Mundial. Voou 1100 missões de combate, nas quais abateu 70 tanques, 2 pontes e 2 lanchas patrulhas. Pilotava aviões Junkers Ju 87 e Focke-Wulf Fw 190.